# Кларк, Джон (футболист, 1941)
Джон Кларк (англ. John Clark; 13 марта 1941, Chapelhall — 23 июня 2025) — шотландский футболист и футбольный тренер, игрок сборной Шотландии.

## Биография

### Карьера игрока
Кларк в течение 13 сезонов играл за «Селтик», став частью знаменитой команды, в составе которой выигрывал 6 чемпионских титулов подряд, 4 Кубка Шотландии и 5 Кубков шотландской лиги. Помимо ряда национальных трофеев Кларк стал обладателем Кубка европейских чемпионов 1967 года, когда в том финале со счётом 2:1 был обыгран миланский «Интер». Всего во всех турнирах Кларк сыграл за «Селтик» 318 матчей, в которых забил 3 гола.
В 1971 году Кларк перешёл в «Гринок Мортон», в котором отыграл два сезона и завершил карьеру игрока.
В составе сборной Шотландии сыграл 4 матча.

### Карьера тренера
Кларк начал тренерскую деятельность в 1973 году, работая с резервной командой «Селтика».
Он ушёл в 1977 году, чтобы стать помощником главного тренера Билли Макнила в футбольном клубе «Абердин», а затем вернулся в «Селтик» где работал с Макнилом с 1978 по 1983 год в качестве его помощника. В качестве помощника Макнила вместе с «Селтиком» выиграл три чемпионских титула, Кубок Шотландии 1980 года и Кубок шотландской лиги 1983 года.
После «Селтика» возглавлял «Кауденбит», «Странраер» и «Клайд».
23 июня 2025 года было объявлено о смерти Кларка в возрасте 84 лет.